# Mid-Century Modern
Mid-Century Modern är en amerikansk komediserie för TV, skapad av Max Mutchnick och David Kohan. I huvudrollerna syns Nathan Lane, Matt Bomer, Linda Lavin och Nathan Lee Graham.
Serien blev Linda Lavins sista tv-roll. Hon avled efter att ha spelat in sju avsnitt, men efter hennes död beslutades det att flera scener från det fjärde avsnittet skulle användas i det åttonde, vilket innebär att hon medverkar i totalt åtta avsnitt.

## Handling
Tre homosexuella bästa vänner i övre medelåldern flyttar oväntat ihop i Palm Springs i Kalifornien efter ett dödsfall. Tillsammans med den mest förmögne vännens mor, lever de som en självvald familj och stöttar varandra genom livets utmaningar under sina så kallade “gyllene år”.